# Pröttitz
Pröttitz ist ein Ortsteil der Gemeinde Krostitz im sächsischen Landkreis Nordsachsen in Deutschland.

## Geografie
Pröttitz liegt südwestlich des Hauptortes Krostitz zwischen den Städten Leipzig und Bad Düben an der Bundesstraße 2. Zudem gibt es eine Ortsverbindung nach Krostitz. In der Flur von Pröttitz liegt die Ortswüstung Osterhain.

## Geschichte
Pröttitz ist von der Siedlungsform her ein Rundweiler. Der Ort gehörte bis 1815 als Exklave im Amt Delitzsch zum kursächsischen Kreisamt Leipzig. Durch die Beschlüsse des Wiener Kongresses kam der Ort im Gegensatz zum restlichen Kreisamt Leipzig zu Preußen und wurde 1816 dem Kreis Delitzsch im Regierungsbezirk Merseburg der Provinz Sachsen zugeteilt, zu dem er bis 1952 gehörte. 
Am 20. Juli 1950 wurde die Landgemeinde Pröttitz nach Krostitz eingemeindet und ist seither ein Ortsteil der Gemeinde. Im Zuge der Kreisreform in der DDR von 1952 wurde Pröttitz dem neu zugeschnittenen Kreis Delitzsch im Bezirk Leipzig zugeteilt, welcher 1994 im Landkreis Delitzsch aufging.

### Einwohnerentwicklung
| Jahr | Einwohner |
| ---- | --------- |
| 1818 | 74        |
| 1880 | 82        |
| 1895 | 78        |
| 1925 | 91        |

| Jahr | Einwohner |
| ---- | --------- |
| 1939 | 80        |
| 1946 | 140       |
| 2011 | 58        |
| 2013 | 55        |

Die Einwohnerzahl des kleinen Ortes Pröttitz lag 1818 bei gerade einmal 74. Bis zum Ausbruch des Zweiten Weltkrieges blieb die Einwohnerzahl bis auf minimale Schwankungen auf etwa diesem Niveau. Nach Ende des Krieges stieg die Einwohnerzahl stark an. 1946 lebten 140 Einwohner in Pröttitz.